# 玩命關頭6
《玩命關頭6》（英語：Fast & Furious 6）是2013年美國犯罪動作片，由林詣彬執導，馮·迪索，保羅·沃克和巨石強森主演。此部為玩命關頭系列的第六部作品，劇情依然設定於《玩命關頭3：東京甩尾》之前。
本片在美國於2013年5月24日上映，而續集《玩命關頭7》於2015年4月12日上映。

## 劇情
由唐米尼克·泰瑞托領導的玩命團隊在兩年前的里約熱內盧大劫案後集體隱居在西班牙，其中布萊恩·歐康納也與蜜雅生下一子，並過著舒適的家庭生活。
唐老大本來認為他們能在這裡過著無憂無慮的下半輩子，但卻發現這裡並沒有「家」的感覺。與此同時，路克·哈柏斯正全力搜捕一名跨越四大洲的國際罪犯：歐文·蕭，在他得知蕭準備前往英國倫敦後，別無選擇，只好去找唐老大幫忙。
哈柏斯找到正與艾蓮娜過著安穩生活的唐老大，哈柏斯用一張照片解釋蕭身邊的其中一員是被唐老大認為已經死去的女友莉蒂，唐老大因此感到震驚，於是再度召集團隊與哈柏斯前往倫敦。為了讓家族圓滿，布萊恩提議只要他們幫助抓到蕭，所有人都必須被赦免，而哈柏斯無從選擇下只好答應了其要求。
夜間，藏身在建築工地裏的蕭在所有倫敦警察面前開著一輛改裝過的賽車悠哉逃離，借機讓他的團隊攻入國際刑警總部偷盜程式。於屋頂觀察的唐老大等人第一時間開車追趕，但蕭的賽車因有特殊機關，所有追逐蕭的警車都被其鏟飛，而尾隨他在後的布萊恩等人也被蕭以高級軍事武器癱瘓了車。唐老大與哈柏斯本來可以追到蕭，但莉蒂卻突然現身，並當面開槍射傷唐老大，阻擋了他們而使蕭逃之夭夭。
唐老大等人落敗後決定調查有能力改裝鏟型賽車的修車廠，而羅曼·皮爾斯、韓、吉賽兒·耶莎和萊莉找到了負責爲蕭改裝汽車的機械師菲瑞斯，但菲瑞斯卻通風報信引來蕭的三名手下，所有人盡全力追趕他們卻讓他們跑掉。中槍的菲瑞斯臨死之際喊出了「布拉加」的名字，而自己進行過現金交易的手機則被吉賽兒取走。當韓等人回到車庫後報告一切時，布萊恩懷疑為何莉蒂會跟蕭在一起，於是決定前往洛杉磯監獄去找布拉加問個清楚。
布萊恩在自己原來的調查局夥伴幫助下用假囚犯身份進入監獄，見到布拉加後向他問出所有事實：當初莉蒂在交易過程中逃跑後撞車卻未死，在汽車爆炸沖擊之下失去所有記憶，送醫後才被蕭收留作為部下。布萊恩在憤怒之下對布拉加進行拷問，得知靠近蕭的唯一方法就是讓蕭來找自己。
此時在倫敦，唐老大來到賽車場並與莉蒂展開了一場無封路的賽車，唐老大輕鬆獲勝，並與她一起來到一個空地，開始向她訴說她過去的生活，試圖喚回她的記憶，但最後莉蒂什麼都沒想起來，便獨自離開了。蕭在莉蒂離開後現身，表示了自己的尊敬並給了唐老大一個離開的機會，卻被唐老大拒絕。
隔天，哈柏斯與萊莉追蹤到蕭的藏身之處，但來到後發現空無一人，泰吉分析藏身之處所留下的塗料後，查出是用於西班牙的一個北約軍事基地，哈柏斯於是下令所有人立刻啟程前往西班牙。哈柏斯對基地指揮官提議將軍事設備運到安全地方，但車隊在運送的同時反而被蕭等人劫持，還將卡車中裝載的坦克開了出來。唐老大等人決定隨機應變，羅曼冒險跑到坦克前面、用繩索綁住坦克的炮口、再用他被碾爛的跑車作爲錨。此時蕭下令要莉蒂將炮口的繩索拆卸掉，莉蒂爬上坦克頂端，伴隨坦克被錨撞翻的同時飛了出去，而唐老大冒死從車上跳出，在半空中撲救到莉蒂，兩人摔落在一輛車上幸無大礙。
蕭一夥被抓回基地關押，眾人在審問後發現他們搶坦克是爲了搶一塊北約最新研製的三盎司電腦芯片。誰知，蕭聲言他已經派人抓走蜜雅作人質，使眾人只好任由他拿著芯片揚長而去，而萊莉也突然倒戈跟隨蕭一起離開，眾人才發現一直以來是她當內賊為蕭洩漏情報。蕭一夥離開不久，泰吉立刻封鎖電信頻道防止蕭打電話出去，所有人包括莉蒂也立即駕車去追趕他。
蕭一夥駕車至基地飛機跑道上，抬頭發現負責接應他的運輸機已經到達，而唐老大、布萊恩和莉蒂首先跟隨蕭的車開上飛機進行反擊。被挾持的蜜雅趁機脫逃後，跟布萊恩駕一輛車開下飛機，兩人逃出後用跑道障礙物解決了開賽車追出來的薇格。在飛機內纏鬥多時後，唐老大與哈柏斯聯手打死了克勞斯，莉蒂則利用釘槍將萊莉轟出飛機。飛機外，羅曼和泰吉通過飛機渦流，打敗了蕭部下開的吉普，而韓與吉賽兒在與阿道夫森搏鬥時，吉賽兒為了救韓，奮不顧身槍擊阿道夫森而犧牲了自己，韓在暴怒下狂毆阿道夫森，最後將他直接扔進飛機渦輪中。這時，嚴重受損的飛機即將墜毀，但蕭仍然想拿著芯片逃跑；此時，唐老大將他關入汽車中，汽車在撞擊下直接飛出飛機，蕭也摔成重度昏迷唐老大在墜機前一刻千鈞一髮之際開著跑車衝出飛機於跑道盡頭和其他人團聚。
蕭被引渡回倫敦治療而哈柏斯遵守承諾清除了玩命團隊過去所有的犯罪記錄，艾蓮娜也決定重新加入警隊為哈柏斯工作韓則是爲了實現吉賽兒的遺願而打算搬去東京莉蒂雖然仍沒有恢復記憶但也承認有了家的感覺，漸漸開始將唐老大等人視爲家人最後大夥兒就在唐老大家的後院一起享用烤肉大餐。
在東京定居的韓和尚恩包斯威因爲一些恩怨而被來自日本黑道的蒲田隆史追逐此時一輛銀色奔馳聽著警用廣播在韓開到一個十字路口時撞向他的馬自達RX-7。一位復仇心切的神秘車手走下車來到奄奄一息的韓面前將唐老大的十字項鏈扔在地上打了一通警告電話給唐老大後伴隨著韓的RX-7爆炸離去。

## 演員
| 演員                               | 角色                            | 備註 |
| ---------------------------------- | ------------------------------- | --- |
| 馮·迪索 Vin Diesel                 | 唐米尼克·泰瑞托 Dominic Toretto | 主角之一。專業罪犯、賽車手和逃亡者。原過著安穩的生活，但因哈柏斯的緣故得知莉蒂似乎還活著的消息，就此打算親眼確認。最後在哈柏的幫助之下，與其隊員布萊恩、蜜雅、莉蒂、羅曼、泰吉以及韓回到美國的家，並獲得特赦。                                           |
| 保羅·沃克 Paul Walker              | 布萊恩·奧康納 Brian O'Conner    | 主角之一。由FBI探員轉變成罪犯，蜜雅的老公，唐老大的搭檔與妹夫。劇中為了得知莉蒂死亡真相還有關於蕭的一切，而以「被逮捕」的形式重返美國洛城並入監。 |
| 巨石強森 Dwayne Johnson            | 路克·哈柏斯 Luke Hobbs          | 主角之一。美國外交安全局（DSS）探員，為了對抗棘手的歐文蕭團隊，求助於唐老大，並以特赦其人等為條件。 |
| 蜜雪兒·蘿莉葛茲 Michelle Rodriguez | 莉蒂·歐提茲 Leticia"Letty"Ortiz | 被認為已死的唐老大前女友，在前作玩命關頭4逃出車輛，卻被菲尼克斯開槍打中車輛油箱，爆炸而摔下山谷，事後因失憶及其能力被歐文蕭納為手下。 |
| 喬丹娜·布魯斯特                    | 蜜雅·泰瑞托 Mia Toretto         | 唐老大的妹妹，布萊恩的妻子，已有一個兒子。最後伊蓮娜與其前往唐老大在美國洛城的老家找唐老大，並宣告唐老大等人已經獲得特赦。 |
| 泰瑞斯·吉布森                      | 羅曼·皮爾斯 Roman Pearce        | 布萊恩童年的朋友，來自邁阿密，神經大條。 |
| 路達克里斯 Ludacris                | 泰吉·帕克 Tej Parker            | 布萊恩和羅曼的朋友，來自邁阿密。唐老大團隊的後勤支柱，精通各項電子儀器、監聽器材以及電腦設備。 |
| 姜成鎬                             | 韓 Han Seoul-Oh                 | 賽車手，唐老大的商業伙伴，來自多米尼加。曾與吉賽兒約定等一切安定下來之後，就前往東京展開新生活。在與唐老大等人回到洛城1327老家之後，也跟羅曼、泰吉提到確定要去東京。最後片尾的彩蛋片段在東京被戴克·邵撞死（銜接玩命關頭3：東京甩尾街頭飆車逃亡的片段）。 |
| 蓋兒·賈多特                        | 吉賽兒·耶莎 Gisele Yashar       | 與韓哥互有好感的女車手。在跟韓哥、羅馬以及芮莉探聽蕭的情報時，得知了重要線索「布拉加」。曾與韓哥約定等一切安定下來之後，就前往東京展開新生活。在最後的飛機之戰中，為了救韓哥而犧牲。                                                                     |
| 盧克·伊雲斯                        | 歐文·蕭 Owen Shaw               | 本集反派，英國空降特勤隊退役軍人，搶劫幫派的領導者，全球性的軍事級罪犯，狄卡·邵的弟弟。最後蕭坐在車裡因滑動撞到欄杆被彈出車外，傷重送院。 |
| 吉娜·卡拉諾                        | 芮莉·希克絲 Riley Hicks         | 美國外交安全局探員，哈伯斯的新副手，唐老大團伙的一員，但實為臥底，隸屬歐文蕭團隊，也是蕭的女友，專門將機密資訊洩漏給歐文·蕭，最後被莉蒂用魚叉槍射出飛機外死亡。                                                                                          |
| 艾兒莎·巴塔奇                      | 伊蓮娜·娜薇絲 Elena Neves       | 前巴西女警，並在第五集後變成唐老大的女友。片尾回到了哈柏身邊並恢復警察身分。 |

謝伊·惠格姆回歸出演米可·斯塔夏克（Michael Stasiak），FBI探員、布萊恩的前同事，接應並協助接近布拉加並釐清他與歐文·蕭之間的掛勾，曾在《狂野時速4》中被布萊恩弄斷鼻樑，於本集在送布萊恩入監時再次被弄斷鼻樑。約翰·歐提茲回歸飾演阿特羅·布拉加（Arturo Braga），歐文·蕭的朋友兼合作對象，前洛城大毒梟，吉賽兒的前老闆，目前在監獄中服刑，告訴了布萊恩關於莉蒂「死亡」的真相，以及關於蕭的事情。賴斯·阿隆索以未署名的形式回歸客串飾演菲尼克斯·卡爾德隆（Fenix Calderon），布拉加的副手，於《狂野時速4》中表面上將莉蒂撞死。托爾·林德哈特飾演菲瑞斯（Firuz），爲邵改裝汽車的機械師。
歐文·蕭的團隊還有以下成員。克萊拉·佩吉特飾演薇（Vegh），長相火辣的冷酷女殺手，最終在機場翻車身亡。金·寇特飾演克勞斯（Klaus），身材魁武的打手，最終被哈柏斯以及唐老大打倒，並在飛機爆炸中身亡。班傑明·大衛斯飾演亞多弗生（Adolfson），團隊中的狙擊手，在最終戰中間接害死了吉賽兒，後被憤怒的韓哥扔進飛機渦輪捲死。喬·塔斯林飾演小賈（Jah），精通武術和跑酷的殺手。大衛·亞加拉飾演艾弗里（Ivory），於電影中段的車房槍戰中被吉賽兒射殺。山謬·M·史都華（Samuel M. Stewart）飾演丹林格（Denlinger），團隊的技術支援，最終在機場翻車身亡。
英國女歌手瑞塔·歐拉以未署名的形式客串飾演一名在倫敦的賽車女郎。傑森·史塔森以未署名的形式客串飾演戴克·蕭（Deckard Shaw），歐文的親哥哥，在片尾彩蛋中將韓哥撞死，為續作埋下伏筆。此外，尚未成名的安德魯·小路曾為本片擔任臨時演員，飾演一名香港警察。

## 製作

### 發展
2010年2月馮·迪索證實玩命關頭5開始製作，還宣布狂野時速6開始分段策劃。2011年1月，製片人尼爾莫瑞茲說：
在馮迪索和我的腦海裡，我們已經知道了第六部電影的發展，我們經常在談論這件事。馮·迪索和我對於可能會有什麼有很多的想法。而且我們現在已經開始認真的規劃了。我們4或5週前才剛完成了玩命關頭5，我們只是需要休息一下，而現在我們要開始要全力以赴在這了。
2011年4月證實，克里斯·摩根(Chris Morgan)在環球影業的授權下已經展開第六部劇本的工作，這也證實了環球將玩命關頭5作為過渡，將該系列從街頭賽車行動與汽車追逐轉換為搶劫電影，承襲了 大掏金 (1969) 和霹靂神探 (1971)的精髓，環球主席亞當·弗格森(Adam Fogelson)說：
這個問題投入快速五和快速的六一起對我們來說的是：我們能不能把它拿出來的是一個純粹的汽車文化的電影，成為一個真正的動作類特許經營在10年或15年前的那些偉大的搶劫電影的精神呢？

### 拍攝
拍攝開始於2012年7月30日，在英國倫敦和薩里郡的謝伯頓片廠。因為林詣彬無法獲得在皮卡迪利廣場（Piccadilly Circus）拍攝有關油輪爆炸的申請，因此具有里程碑意義的一個複製品包括拍攝蘭貝斯大橋，建造在倫敦的謝伯頓片廠拍攝。2012年10月11日，保羅沃克在拍攝一個特技時造成前十字韌帶損傷，需要製作繞過他的戲份，直到痊癒才得以繼續拍攝。關於飛機墜毀的場景開始拍攝在哈福德郡的皇家空軍基地，2012年10月30日，預定於11月9日結束。山谷街道上拍攝的汽車追逐場面發生在利物浦市中心，2012年11月12-15日，在附近的城鎮之間的伯肯黑德和金鐘隧道。

## 片中車型
- 1967 Chevrolet Camaro SS
- 1969 Ford Mustang Fastback
- 1970 Plymouth Barracuda
- 1992 Mercedes S-Klasse
- 2009 Dodge Challenger SRT-8
- 2009 Subaru Impreza WRX STi GH
- 2010 Alfa Romeo Giulietta 940
- 2010 BMW M5
- 2011 Nissan GT-R R35
- 2012 Dodge Charger SRT-8
- 2012 Nissan GT-R R35 Bensopra
- Dodge Challenger
- 1969 Dodge Charger Daytona
- Eagle Speedster
- Ferrari FXX
- Flip Car
- 1970 Ford Escort MK I
- 1971 Jensen Interceptor
- Lamborghini Gallardo Superleggera
- Mercedes-Benz G-Klasse W460
- Pagani Zonda F
- Plymouth Road Runner
- 2006 Aston Martin Vanquish

## 電影原聲帶
電影原聲帶《玩命關頭6 (電影原聲帶)》，於2013年5月21日由[ ABKCO]製作、台灣方面環球唱片全面發行。
| 曲序 | 曲目                                                           | 歌手                      | 时长 |
| ---- | -------------------------------------------------------------- | ------------------------- | ---- |
| 1.   | We Own It (Fast & Furious)                                     | 2 Chainz and Wiz Khalifa  | 4:10 |
| 2.   | Ball                                                           | T.I. feat. Lil Wayne      | 2:56 |
| 3.   | Assembling the Team                                            | Brian Tyler               | 3:35 |
| 4.   | L. Gelada-3 Da Madrugada                                       | MV Bill                   | 7:20 |
| 5.   | Carlito Marron                                                 | Carlinhos Brown           | 4:07 |
| 6.   | Han Drifting                                                   | Hybrid                    | 1:56 |
| 7.   | Million Dollar Race                                            | Edu K & Hybrid            | 2:24 |
| 8.   | Mad Skills                                                     | Brian Tyler               | 3:51 |
| 9.   | Batalha                                                        | ObandO                    | 4:16 |
| 10.  | Danza Kuduro                                                   | Don Omar & Lucenzo        | 3:19 |
| 11.  | Follow Me Follow Me (Quem Que Caguetou?) (Fast 5 Hybrid Remix) | Tejo, Black Alien & Speed | 3:07 |
| 12.  | Fast Five Suite                                                | Brian Tyler               | 5:43 |
| 13.  | Furiously Dangerous（feat. Slaughterhouse & Claret Jai）       | 路達克里斯                | 4:04 |

## 评价
爛番茄根據214條評論，本片獲得71%的新鮮度，平均得分6.2/10，觀眾投票獲得84%的分數，平均得分為4.2／5。在Metacritic上，本片獲得61分。正面评价占主流。

## 票房
北美首周末收获9852万美圆名列第一，次周末收获3450万蝉联冠军。截止2013年6月下旬，已在全球收获6.45亿美元，超过前作《速度与激情5》的6.28亿，成为系列新高。
中国大陆首周收获1.56亿名列第一。次周入帐1.6亿列第二，第三周收5000万列第三。最终成绩为3.9亿。
台灣方面，首日票房為新台幣3300萬元；首週五天票房為新台幣2億元；次週票房累計至新台幣3.3億元；第三週票房累計至新台幣4.25億元；最終全台票房為新台幣4.8億元。
| 上一届： 《闇黑無界：星際爭霸戰》 | 2013年美國週末票房冠軍 第21、22周 | 下一届： 《人類清除計劃》   |
| 上一届： 《鐵甲奇俠3》            | 2013年香港一週票房冠軍 第20-21周  | 下一届： 《末日1000年》     |
| 上一届： 《大亨小傳》             | 2013年台北週末票房冠軍 第21-23周  | 下一届： 《超人：鋼鐵英雄》 |
| 上一届： 《重返地球》             | 2013年中国内地一周票房冠军 第30周 | 下一届： 《环太平洋》       |

## 續集
環球影業決定將為巨石強森飾演的人氣角色路克‧哈柏量身打造一個新的外傳。預計將會在《玩命關頭7》上映之前推出，並將會加入大量曾經在《玩命關頭：東京甩尾》出現的角色。2013年4月5日林詣彬工作室對外宣布，他本人將不會執導《玩命關頭7》，由於玩命關頭系列的全球熱賣因此環球影業決定趁勢於2014年夏季推出第七部作品，二者期間僅僅相差一年，這對於導演林詣彬來說，實在是時間太緊了，他自己表示，如此短的時間，他不得不在拍攝第6部的時候就開始著手第7部的事情，這無法保證自己的作品達到最高的水準，故放棄了第七部的執導機會。

## 外部連結
- 互联网电影数据库（IMDb）上《玩命關頭6》的资料（英文）
- 爛番茄上《玩命關頭6》的資料（英文）
- AllMovie上《玩命關頭6》的资料（英文）
- Box Office Mojo上《玩命關頭6》的資料（英文）
- Metacritic上《玩命關頭6》的資料（英文）
- 開眼電影網上《玩命關頭6》的資料（繁體中文）
- 豆瓣电影上《玩命關頭6》的資料 （简体中文）
- 时光网上《玩命關頭6》的資料（简体中文）